# Actinidia obovata
Actinidia obovata là một loài thực vật có hoa trong họ Dương đào. Loài này được Chun ex C.F.Liang mô tả khoa học đầu tiên năm 1984.